# بيوتر كوالسكي
بيوتر كوالسكي (بالفرنسية: Piotr Kowalski) هو رياضياتي ومهندس معماري فرنسي وبولندي، ولد في 2 مارس 1927 في لفيف في أوكرانيا، وتوفي في 7 يناير 2004 في باريس في فرنسا.

## وصلات خارجية
- الموقع الرسمي
- بيوتر كوالسكي على موقع ديسكوغز (الإنجليزية)